# Brigi

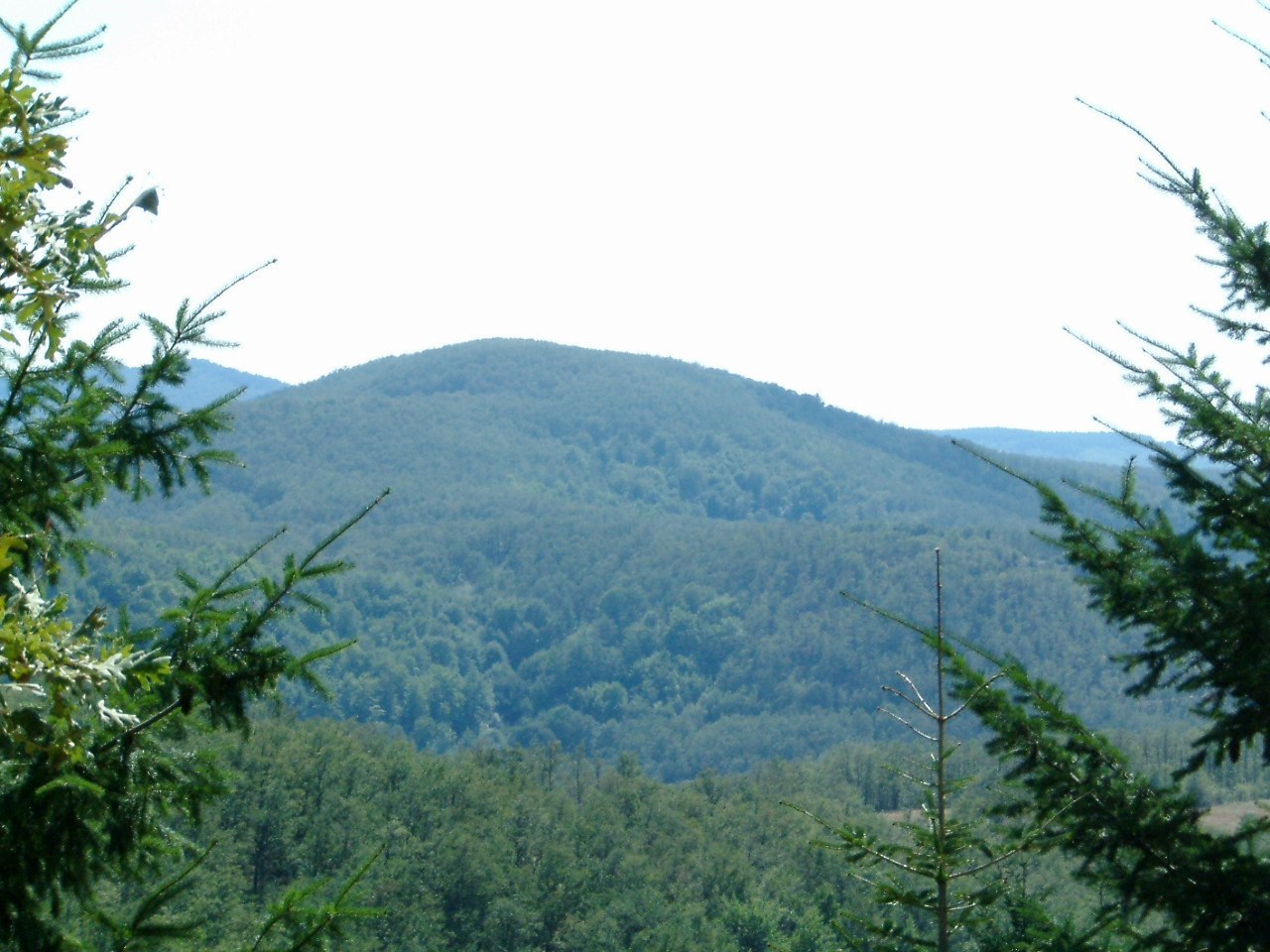
Monte Cholomon, altopiani nella o nei pressi dell'antica Migdonia.

I Brigi (in greco antico: Βρύγοι o Βρίγες?) è il nome storico dato a un popolo degli antichi Balcani. Sono generalmente considerati come relazionati ai Frigi, i quali durante l'antichità classica vivevano nell'Anatolia occidentale. Entrambi i nomi, Brigi e Frigi, sono considerati delle varianti di una radice comune. Basandosi sull'evidenza archeologica, alcuni studiosi (Nicholas Hammond, Eugene N. Borza ed altri) ipotizzano che i Brigi/Frigi fossero membri della cultura lusaziana che migrarono nei Balcani meridionali, durante la tarda età del bronzo.

## Etimologia

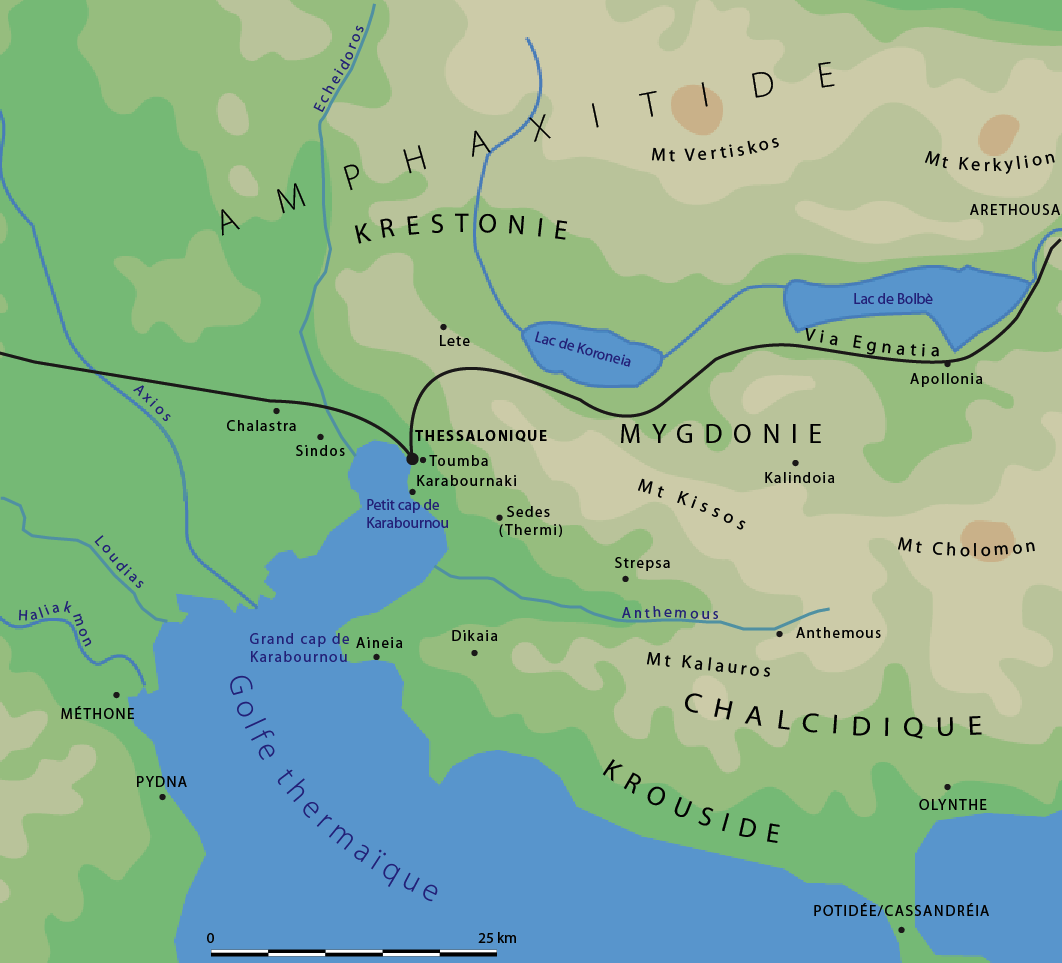
Tessalonica, ubicazione dell'antica Migdonia, patria macedone dei Brigi.

Non vi è nessuna derivazione certa per il nome e l'origine tribale dei Brigi. Nel 1844, Hermann Müller ipotizzò che il nome possa essere correlato alla stessa radice indoeuropea del tedesco Berg (montagna) e dello slavo breg (collina, pendio, montagna), vale a dire *bʰerǵʰ (IE). Sarebbe allora imparentato con i nomi tribali europei occidentali come i briganti celtici e i burgundi germanici, e semanticamente motivati per qualche aspetto dei significati della parola 'alto, elevato, nobile, illustre'.

### Nomi propri
Alcuni nomi personali o geografici menzionati dagli antichi autori possono essere etimologicamente correlati ai Brigi:
- Isole Brigee nel supposto delta dell'Adriatico dell'Istro, menzionato nel poema epico Le Argonautiche.[6]
- Brigias o Brigium, città nel Lychnitis palus.[7]
- Brigo (figlio di Afrodisio) eponimo a Epidamno/Dirrachion.[8][9]
- Brigo (vasaio attico, V secolo a.C.).
- Brigindara[10] (città), Brygindis (dea locale), Brygindarios[11] (cittadino) nell'isola di Rodi.

## Storia

Antiche tribù nell'area con insediamenti brigi.

La più antiche menzioni dei Brigi sono contenute negli scritti di Erodoto, il quale descrive la relazione assunta con i Frigi dicendo che, secondo i Macedoni, i Brigi "mutarono il loro nome" in Frigi dopo essere emigrati in Anatolia, un movimento che si è pensato fosse accaduto tra il 1200 a.C. e l'800 a.C. forse a causa del collasso dell'età del bronzo, particolarmente con la caduta dell'impero ittita e il vuoto di potere che si venne a creare. Nei Balcani, i Brigi occupavano l'Albania centrale e l'Epiro settentrionale, come pure la Macedonia, principalmente a ovest del fiume Assio, ma anche la Migdonia, conquistata dal regno di Macedonia all'inizio del V secolo a.C.; sembra che i Brigi abbiano vissuto pacificamente con i vicini macedoni, tuttavia, Eugammone nella sua Telegonia, descrivendo le tradizioni delle epoche più antiche, menziona il fatto che Odisseo comandava i tesprozi epiroti contro i Brigi. Piccoli gruppi di Brigi, dopo la migrazione in Anatolia e l'espansione del regno di Macedonia, si trovavano ancora nella Pelagonia settentrionale ed intorno a Epidamno.
Erodoto menziona anche che nella primavera del 492 a.C., alcuni Traci brigi (in greco antico: Βρύγοι Θρήικες?) piombarono sopra l'accampamento persiano di notte, massacrando molti persiani e ferendo lo stesso Mardonio, che in seguito in quell'anno riuscì a sottometterli. Questi Brigi vennero più tardi menzionati nelle Vite parallele di Plutarco, nella battaglia di Filippi, come aiutanti nel campo di Bruto. Tuttavia, studiosi moderni affermano che un collegamento storico tra loro e gli originari Brigi non può essere stabilito.